# Barreira acústica
Uma barreira sonora  ou barreira acústica é uma estrutura concebida para atenuar a propagação de sons provenientes de fontes localizadas, sons esses que podem causar impactos negativos.
Existem diferentes tipos de barreiras acústicas, por exemplo temporárias ou móveis para estaleiros de construção ou permanentes, por exemplo, para estradas ou auto-estradas. Além disso, existem unidades de isolamento acústico para uso interior, por exemplo, para a indústria ou escritórios.